# Bartolomaeus Praetorius
Bartolomaeus Praetorius   (Malbork, 1590 - Estocolm, agost 1623) fou un compositor alemany del Barroc.
Va ser músic de la cort de l'Elector de Brandenburg, i publicà: en estil orquestral a la Paduana:
- Galliard No 8
- Galliard No 21
- Galliarde
- Pavan No 1
- Pavan No 21
- Pavan No 7
- Galliard No 2 (Berlín, 1616); en altres obres s'hi mostra una notable harmonia.